# 考特尼·亨特
考特尼·亨特 (Courtney Hunt，1964年)  是一名美国女性电影导演和编剧。她于2008年执导的处女作《冰原之心》赢得圣丹斯影展评审团大奖。

## 事业
2008年，她的執導電影《冰原之心》由梅莉莎·李歐主演，获得第81届奥斯卡金像奖最佳原创剧本和最佳女主角两项提名。
她将执导丹尼爾·克雷格主演的惊悚片《完全真相》，但克雷格因檔期衝突而退出，男主角改由基努·李維演出。

## 电影作品
- 《冰原之心》/Frozen River (2008)
- 《完全真相》/The Whole Truth (2016)